# رودانته (کارولینای شمالی)
رودانته (به انگلیسی: Rodanthe) شهری در ایالت کارولینای شمالی کشور ایالات متحده آمریکا است که جمعیت آن در سرشماری سال ۲۰۱۰ میلادی، ۲۶۱ نفر بوده‌است.